# Первомайская (Пензенская область)
Первома́йская — деревня в Пачелмском районе Пензенской области России. Входит в состав Титовского сельсовета.

## История
В 1960 году указом Президиума Верховного Совета РСФСР деревня Хлысты переименована в Первомайскую.

## Население
| 2010 |
| ---- |
| 45   |